# Antwerpen-Centraal
Antwerpen-Centraal Antwerpen központi pályaudvara. 1905. augusztus 11-én nyílt meg. Napjainkban munkanapokon több, mint 31 ezer utas fordul meg az állomáson.

## Vasútvonalak
Az állomást az alábbi vasútvonalak érintik:
- Antwerpen–Lage Zwaluwe-vasútvonal
- 27-es vonal
- line 59 (Infrabel)
- Brüsszel–Antwerpen-vasútvonal

## Kapcsolódó állomások
Az állomáshoz az alábbi állomások vannak a legközelebb:
- Antwerpen-Luchtbal vasútállomás (Roosendaal vasútállomás, S32)
- Antwerpen-Berchem vasútállomás (Nivelles railway station, Puurs railway station, Mol railway station, Dendermonde railway station, Line S1, S32, S33, S34)
- Antwerpen-Oost vasútállomás
- Mortsel-Deurnesteenweg vasútállomás
- Antwerpen-Luchtbal vasútállomás (Noorderkempen vasútállomás)

## Forgalom
2013-ban az alábbi járatok indultak az állomásról:
- Thalys: Paris-Nord – Brüssel-Süd – Antwerpen-Centraal – Amsterdam Centraal
- IC (Fyra-csere): Den Haag – Rotterdam – Dordrecht – Roosendaal – Antwerpen-Centraal – Mechelen – Brussel
- IC C: Lille-Flandres – Kortrijk – Gent – Antwerpen-Centraal
- IC G: Oostende – Brugge – Gent – Antwerpen-Centraal
- IC I: Charleroi-Sud – Brussel – Antwerpen-Centraal
- IC N: Charleroi-Sud – Brussel – Antwerpen-Centraal
- IC P: Gent – Antwerpen-Centraal
- IC Q: Leuven – Mechelen – Antwerpen-Centraal
- IR c: Antwerpen-Centraal – Hasselt – Luik-Guillemins
- IR d: Antwerpen-Centraal – Brussel – Geraardsbergen
- IR e: Antwerpen-Centraal – Mol – Neerpelt/Hasselt
- IR g: Antwerpen-Centraal – Turnhout
- IR n: Brüssel-Süd – Antwerpen-Centraal – Essen
- L: Brüssel-Süd – Antwerpen-Centraal
- L: Antwerpen-Centraal – Roosendaal
- L: Antwerpen-Centraal – Aarschot – Leuven
- L: Antwerpen-Centraal – Lokeren
- L: Antwerpen-Centraal – Puurs
- L: Antwerpen-Centraal – Mol

## Képgaléria

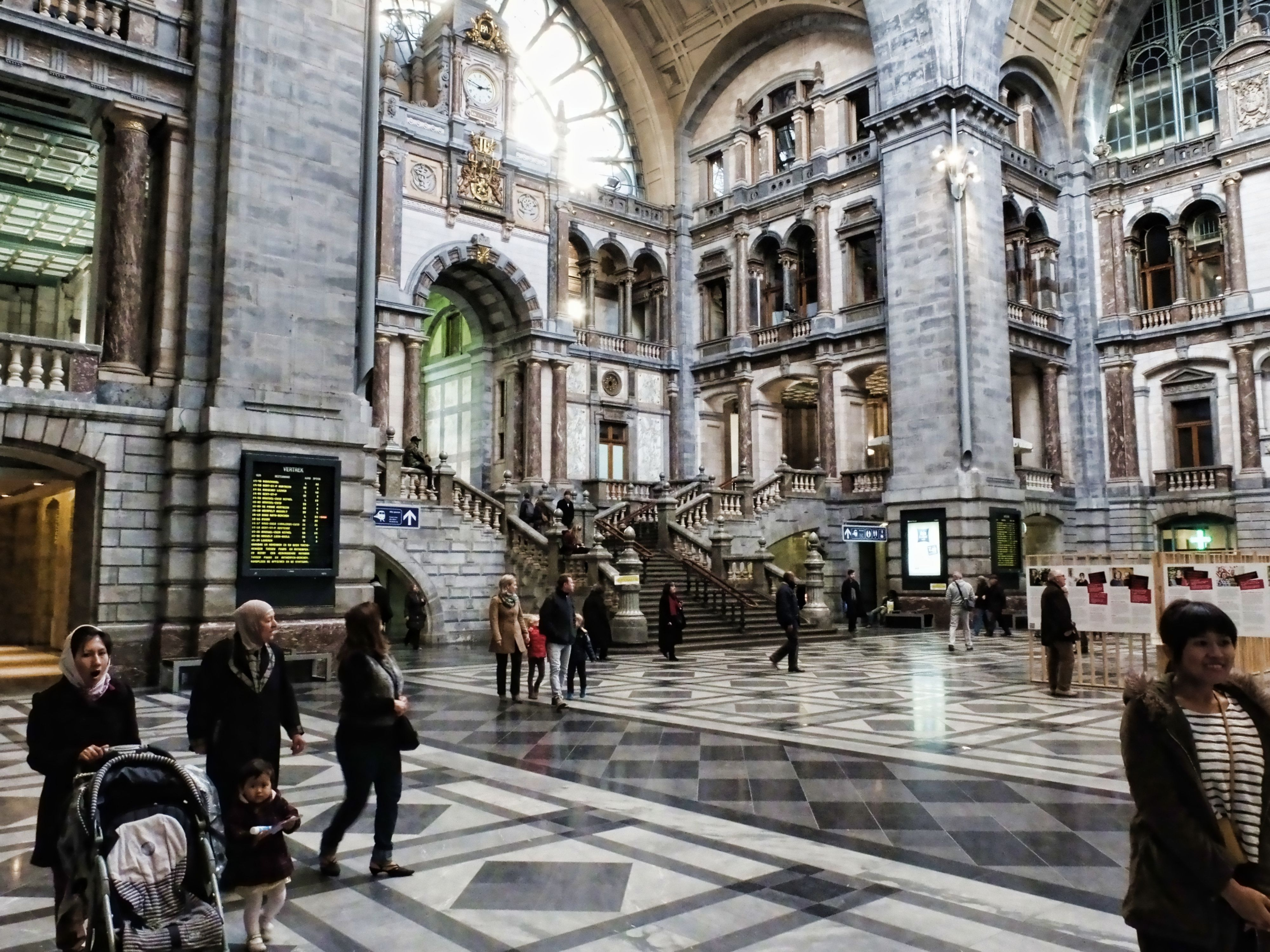
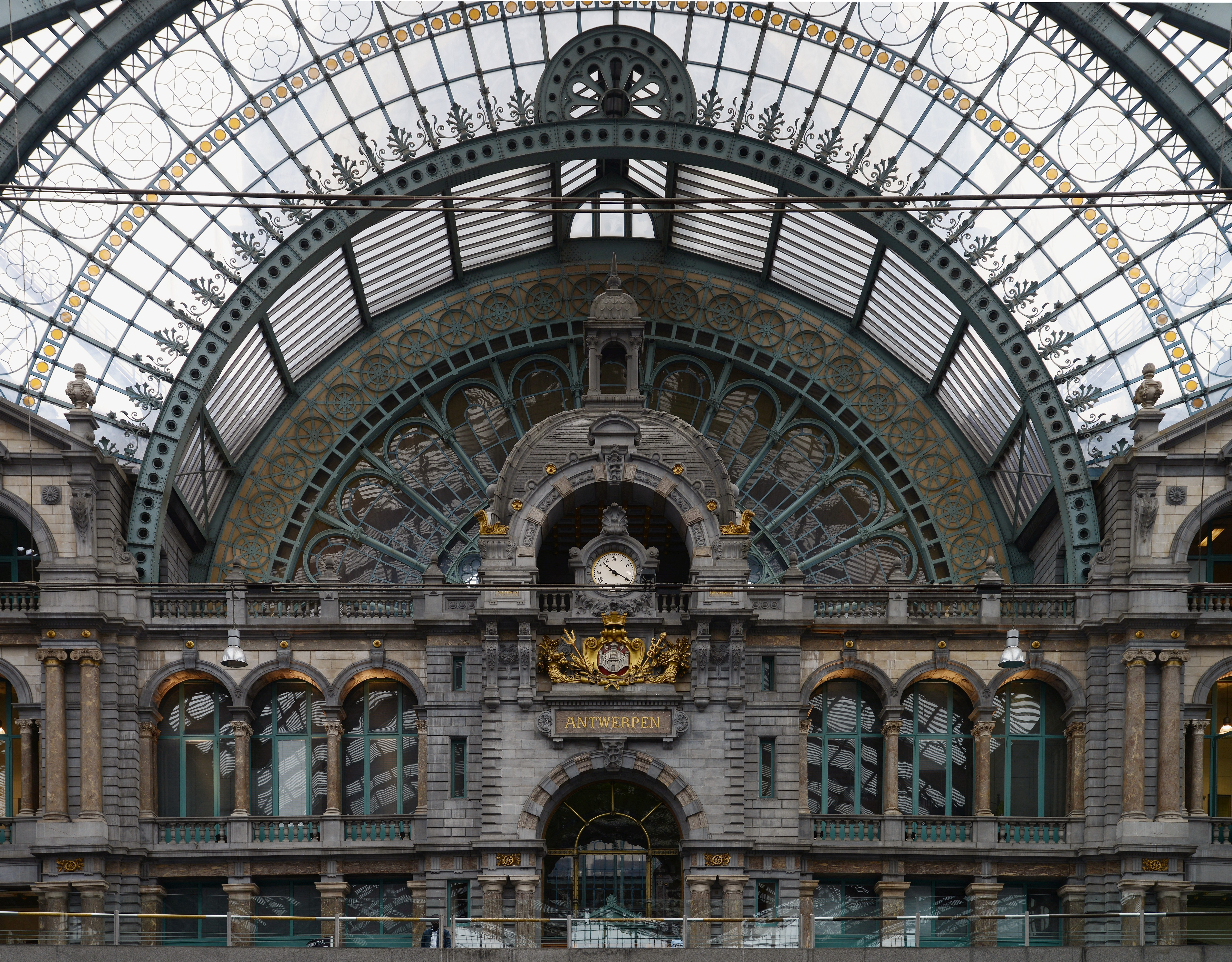
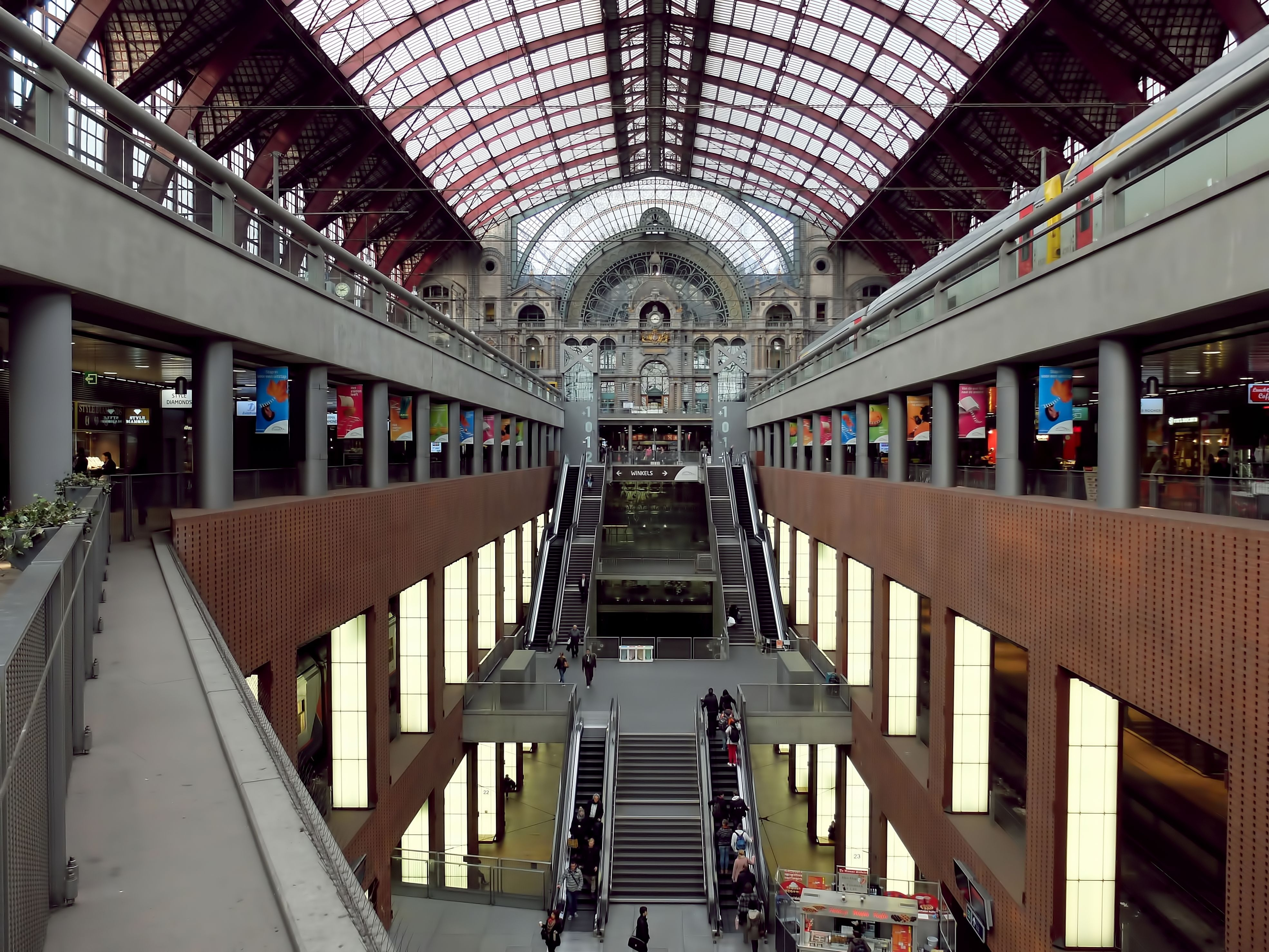
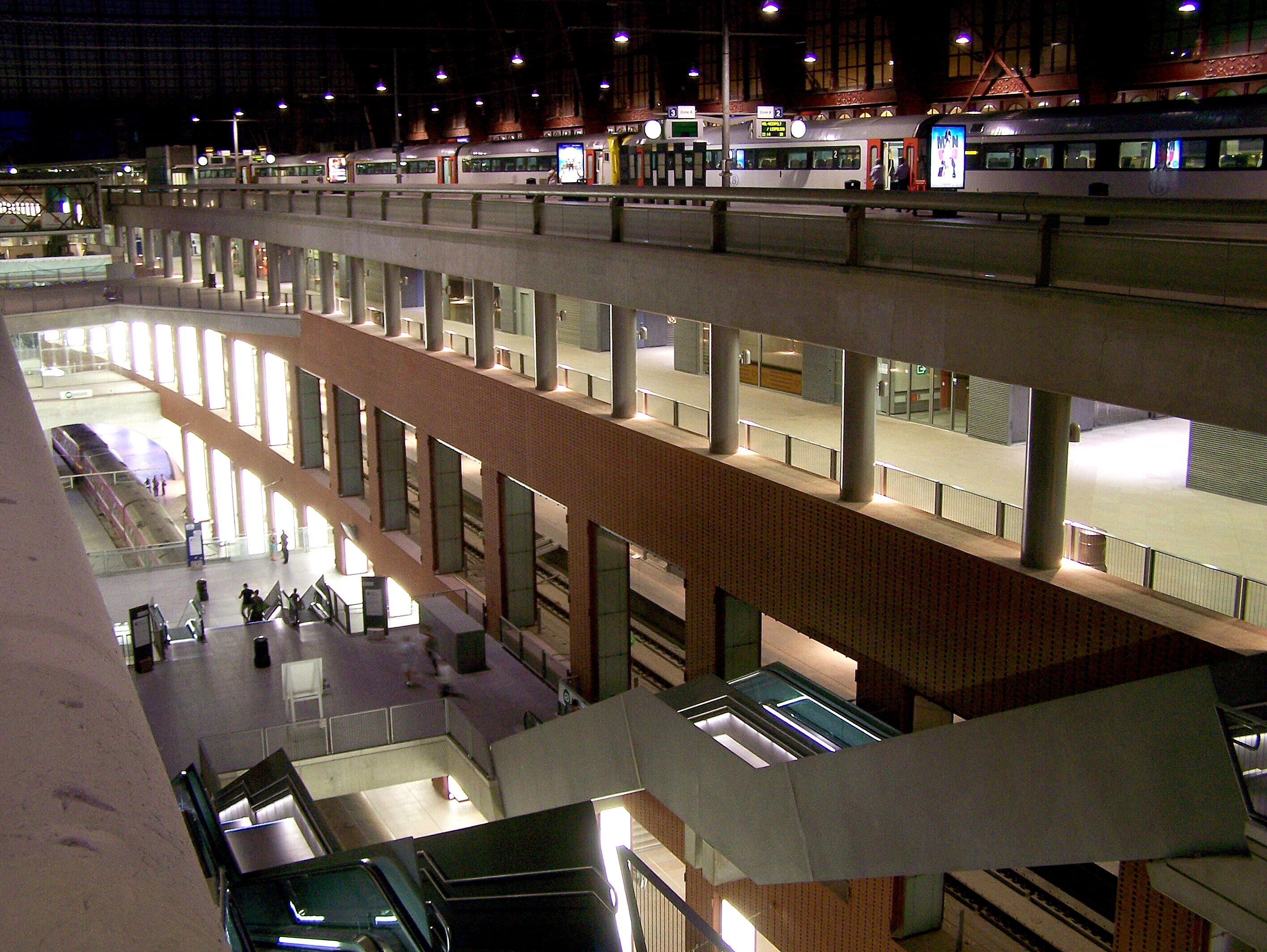
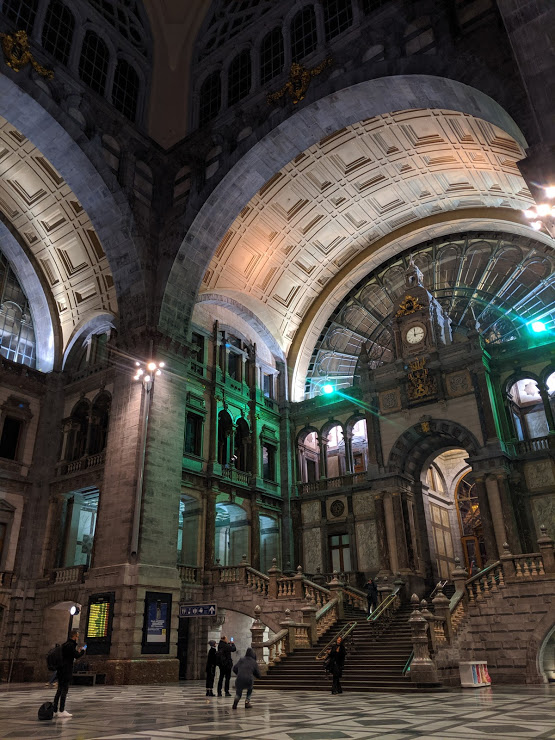